# Озёра Беларуси
Беларусь называют «страной озёр» — в республике их около 11 тысяч.
Общая площадь — 1,6 тысяч км², общий объём воды — порядка 7 км³. Бо́льшая часть озёр расположена на севере и северо-западе страны — в так называемом Белорусском Поозёрье, а также на юге – в Белорусском Полесье. Многие из них образуют своеобразные группы. Наиболее крупными из них являются: Нарочанская, Мядельская, Болдукская группы озёр, Браславские озёра, Ушачские озёра и другие.

## Озёроведение на территории Беларуси

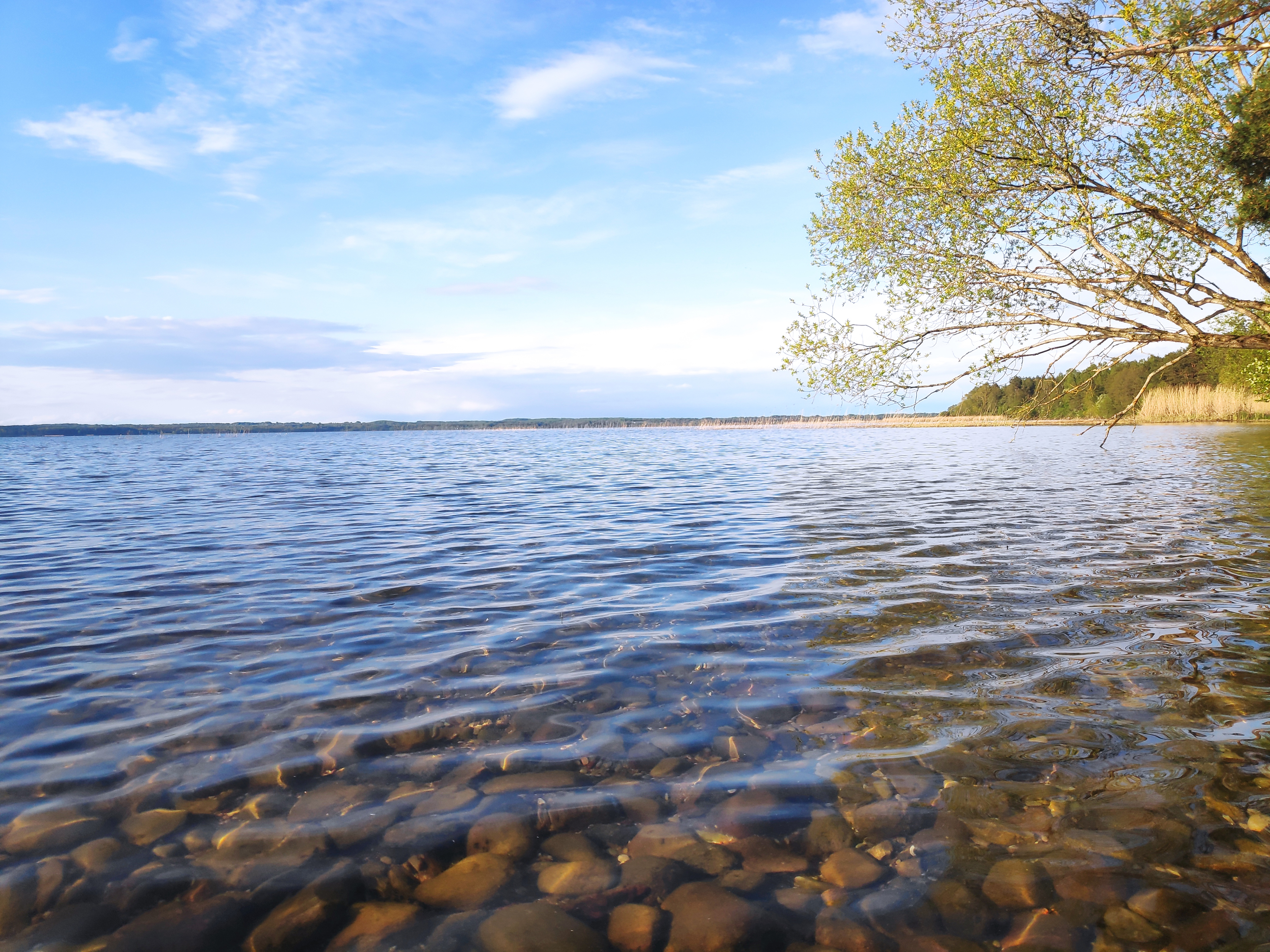
Вид озера Нарочь — самого крупного в Беларуси.

Периодом зарождения лимнологии на просторах современной Беларуси принято считать конец XIX века, когда были проведены первые специальные исследования озёр севера Беларуси и появились первые сведения о их гидрологических особенностях. В книге «Живописная Россия» (1882) под редакцией П. П. Семёнова приводится описание некоторых озёр с их разделением по территориальному признаку. Сведения об озёрах Беларуси также приводятся в работе «Материалы для географии и статистики России, собранные офицерами Генерального штаба. Минская губерния» (1864). Подробное описание озёр нынешних Витебской и Могилёвской областей приводятся в работах А. С. Дембовецкого (1882).
В 1914—1916 годах Витебская рыбохозяйственная экспедиция под руководством И. Н. Арнольда исследовала озёра Беларуси по программе гидробиологии (распределение глубин и температур, содержание кислорода и др.). Обследование водоёмов Лепельского, Полоцкого, Себежского и Невельского уездов было выполнено анкетным (668 озёр) и экспедиционным (50 озёр) методами. В экспедиции участвовал лимнолог П. Ф. Домрачев, составивший первые карты ряда озёр.  В 1928 году при Наркомземе БССР эту работу продолжала научно-исследовательская станция рыбного хозяйства, с 1957 года — Белорусский научно-исследовательский институт рыбного хозяйства. В этот же период крупные исследования озёр западных областей Беларуси выполнили польские лимнологи Е. Кондрацкий на озёрах западной Браславщины и С. Ленцевич в Полесье (1938). Так, С. Ленцевич и другие авторы описывают геоморфологические особенности котловин озёр, координаты и их положение над уровнем моря.
Первые наблюдения за гидрологическим режимом озёр были начаты в 1926 году. Изучение озёр Беларуси вновь было продолжено после Второй мировой войны. Уже в 1949 году вышел «Краткий справочник рек и водоёмов БССР» под редакцией А. И. Тюльпанова, собранный главным образом по картографическим материалам. В данной работе указывается: «На территории Белорусской ССР более 3 тысяч озёр. Большинство из них незначительные по размерам, пойменного типа». Здесь можно найти описание более 900 озёр. В справочнике «Озёра Белорусской ССР» (1964) под редакцией Е. А. Боровик была приведена первая классификация озёр Беларуси на основании морфометрических, химических и биологических особенностей 125 наиболее крупных водоёмов. В сводном томе «Ресурсы поверхностных вод. Белоруссия и верхнее Поднепровье», изданном Гидрометеослужбой БССР в 1966 году, приводится цифра общего количества озёр (11 994), включающая крупные старицы и водоёмы площадью менее 0,1 км².
В 1983 году по результатам паспортизации озёр был издан первый том справочника «Озёра Белоруссии» под редакцией О. Ф. Якушко. Второй том вышел в 1985 году. В данных работах приведены сведения по 826 озёрам площадью свыше 0,1 км². Сведения по морфометрии озёр Беларуси были представлены в монографии «Озёра Белоруссии». В 2004 году с использованием данных работ был опубликован справочник «Озёра Беларуси», где практически повторены те же сведения по исследованиям 1970—1980-х годов. На основе указанных работ были изданы популярные энциклопедии по озёрам Беларуси – «Блакітная кніга Беларусі» (1994) и «Блакітны скарб Беларусі» (2007).
В период 2010-х годов в Беларуси проводился ряд исследований по сбору и актуализации сведений о водных объектах. В 2017—2019 годах имела место инвентаризация, в ходе которой озёра были идентифицированы на местности с использованием растровой картографической основы масштаба 1:100 000, а также актуализировано их месторасположение при помощи снимков спутника Terra, сделанных в 2018 году.
В настоящее время регулярные наблюдения проводятся на четырёх озёрах страны.

## Список озёр Беларуси c площадью более 20 км²
| Название                                                      | Спутниковый снимок | Площадь поверхности, км² | Глубина ср., м | Бассейн реки   | Группа озёр | Район                           | Координаты                      | Прим.                              |
| ------------------------------------------------------------- | ------------------ | ------------------------ | -------------- | -------------- | ----------- | ------------------------------- | ------------------------------- | ---------------------------------- |
| Нарочь бел. Нарач                                             |                    | 79,62                    | 8,9            | Неман          | Нарочанская | Мядельский                      | 54°51′08″ с. ш. 26°46′33″ в. д. | [ 19 ] [ 20 ] [ 21 ] [ 22 ] [ 23 ] |
| Освейское бел. Асвейскае                                      |                    | 57,06                    | 2,0            | Западная Двина | —           | Верхнедвинский                  | 56°02′48″ с. ш. 28°09′29″ в. д. | [ 24 ] [ 25 ] [ 26 ]               |
| Червоное бел. Чырвонае                                        |                    | 40,82                    | 0,7            | Припять        | —           | Житковичский                    | 52°24′57″ с. ш. 27°57′36″ в. д. | [ 27 ] [ 28 ] [ 29 ]               |
| Лукомльское (Лукомское) бел. Лукомльскае (Лукомскае)          |                    | 37,71                    | 6,6            | Западная Двина | —           | Чашникский                      | 54°40′13″ с. ш. 29°04′51″ в. д. | [ 30 ] [ 31 ] [ 32 ]               |
| Дрисвяты бел. Дрысвяты                                        |                    | 36,14                    | 7,6            | Дрисвята       | Браславская | Браславский Зарасайский (Литва) | 55°37′40″ с. ш. 26°35′36″ в. д. | [ 33 ] [ 34 ] [ 35 ] [ 36 ]        |
| Дривяты бел. Дрывяты                                          |                    | 36,14                    | 6,1            | Западная Двина | Браславская | Браславский                     | 55°36′50″ с. ш. 27°02′02″ в. д. | [ 33 ] [ 37 ] [ 38 ] [ 39 ]        |
| Выгоновское (Выгонощанское) бел. Выганаўскае (Выганашчанскае) |                    | 26,0                     | 1,2            | Неман Припять  | —           | Ивацевичский                    | 52°40′55″ с. ш. 25°56′15″ в. д. | [ 40 ] [ 41 ] [ 42 ]               |
| Нещердо бел. Нешчарда                                         |                    | 24,62                    | 3,4            | Западная Двина | —           | Россонский                      | 55°52′42″ с. ш. 29°03′50″ в. д. | [ 41 ] [ 42 ] [ 43 ]               |
| Свирь бел. Свір                                               |                    | 22,28                    | 4,7            | Неман          | —           | Мядельский                      | 54°45′48″ с. ш. 26°31′33″ в. д. | [ 22 ] [ 44 ] [ 45 ]               |
| Снуды бел. Снуды                                              |                    | 22,0                     | 4,9            | Западная Двина | Браславская | Браславский                     | 55°45′18″ с. ш. 27°04′17″ в. д. | [ 33 ] [ 46 ] [ 47 ] [ 48 ]        |

## Список озёр Беларуси c максимальной глубиной более 33,5 метров
| Название                                             | Спутниковый снимок | Глубина макс., м | Площадь поверхности, км² | Бассейн реки   | Группа озёр | Район          | Координаты                      | Прим. |
| ---------------------------------------------------- | ------------------ | ---------------- | ------------------------ | -------------- | ----------- | -------------- | ------------------------------- | ----- |
| Долгое бел. Доўгае                                   |                    | 53,6             | 2,6                      | Западная Двина | —           | Глубокский     | 55°14′10″ с. ш. 28°09′26″ в. д. |       |
| Ричи (Ричу, Ричу-Эзерс) бел. Рычы (Рычу, Рычу-Эзерс) |                    | 51,9             | 12,84                    | Западная Двина | —           | Браславский    | 55°42′17″ с. ш. 26°42′47″ в. д. |       |
| Гиньково бел. Гінькава                               |                    | 43,3             | 0,51                     | Западная Двина | —           | Глубокский     | 55°18′01″ с. ш. 28°08′18″ в. д. |       |
| Волос Южный бел. Волас Паўднёвы                      |                    | 40,4             | 1,21                     | Западная Двина | Браславская | Браславский    | 55°43′50″ с. ш. 27°08′18″ в. д. |       |
| Болдук бел. Балдук                                   |                    | 39,7             | 0,76                     | Неман          | Болдукские  | Мядельский     | 54°58′38″ с. ш. 26°24′41″ в. д. |       |
| Троща бел. Трошча                                    |                    | 38,2             | 0,51                     | Западная Двина | Ушачская    | Ушачский       | 55°06′32″ с. ш. 28°50′57″ в. д. |       |
| Сарро (Соро) бел. Сарро (Саро)                       |                    | 36,3             | 5,31                     | Западная Двина | —           | Бешенковичский | 55°01′10″ с. ш. 29°46′07″ в. д. |       |
| Вечелье бел. Вечалле                                 |                    | 35,9             | 1,36                     | Западная Двина | Ушачская    | Ушачский       | 55°08′48″ с. ш. 28°37′33″ в. д. |       |
| Лепельское (Лепель) бел. Лепельскае (Лепель)         |                    | 33,7             | 10,83                    | Западная Двина | —           | Лепельский     | 54°54′27″ с. ш. 28°41′16″ в. д. |       |

## Самые чистые
| Озеро             | Область     | Район        | Прозрачность, м | Глубина, м |
| ----------------- | ----------- | ------------ | --------------- | ---------- |
| Глубокое          | Витебская   | Полоцкий     | 9,5             | 11,5       |
| Волосо Южное      | Витебская   | Браславский  | 8,3             | 40,4       |
| Нарочь            | Минская     | Мядельский   | 7,4             | 24,8       |
| Снуды             | Витебская   | Браславский  | 6,6             | 16,5       |
| Велье             | Витебская   | Полоцкий     | 6,3             | 6,5        |
| Кривое            | Витебская   | Ушачский     | 6,1             | 31,5       |
| Струсто           | Витебская   | Браславский  | 5,6             | 23,0       |
| Ричу              | Витебская   | Браславский  | 5,5             | 51,9       |
| Ивесь             | Витебская   | Глубокский   | 5,5             | 26,0       |
| Большое Островито | Витебская   | Полоцкий     | 5,3             | 6,0        |
| Селява            | Минская     | Крупский     | 5,3             | 19,5       |
| Свитязь           | Гродненская | Новогрудский | 5,2             | 15,0       |
| Волчино           | Минская     | Мядельский   | 5,0             | 32,9       |

## Карта
Жёлтым цветом  отмечены крупные озёра площадью более 20 км².